# Vincenzo Consolo
Vincenzo Consolo (né le 18 février 1933, à Sant'Agata di Militello, en Sicile, mort le 21 janvier 2012 à Milan) est un écrivain italien associé à la « Génération des années trente ».

## Biographie
Vincenzo Consolo est né dans un petit village en Sicile, Sant'Agata di Militello, dans la province de Messine. Il fait des études de droit à l'université, puis retourne enseigner en Sicile et fréquente Lucio Piccolo et Leonardo Sciascia. Bien qu'il vive depuis 1969 à Milan où il travaille, il reste profondément imprégné de la Sicile, de sa beauté comme de sa violence.
Son premier roman, La Blessure d’avril (Le Promeneur, 1990), parait en 1963, et il obtient son premier succès public en 1976 avec Le Sourire du marin inconnu (Grasset, 1980, et “Les Cahiers Rouges”, 1990).

## Engagement politique
Ami du poète palestinien Mahmoud Darwish, membre fondateur du Parlement international des écrivains, il manifeste dans Ramallah assiégée, avec l’Américain Russell Banks, le Nigérian Wole Soyinka, le Portugais José Saramago, le Chinois Bei Dao, le Sud-africain Breyten Breytenbach, l’Espagnol Juan Goytisolo, accompagnés de Leïla Shahid et Elias Sanbar.
Il est membre du comité de parrainage du Tribunal Russell sur la Palestine dont les travaux ont commencé le 4 mars 2009.

## Prix
- Prix Grinzane Cavour - 1988 pour Retablo.
- Prix Strega - 1992 pour Nottetempo[4], casa per casa.
- Prix de l'Union Latine des Littératures Romanes pour l’ensemble de son œuvre en 1994[4]. Il préside le jury de ce prix à partir de 1995.
- Prix International de littérature pour l'ensemble de son œuvre en 1996.
- Prix Nino Martoglio International Book - 1999.

## Œuvre

### Romans et récits
- La ferita dell'aprile, roman, Milan: Mondadori, 1963; Turin: Einaudi, 1977
- Per un po' d'erba ai limiti del feudo, récit, in Narratori di Sicilia, dirigé par Leonardo Sciascia et S. Guglielmino, Milano: Mursia, 1967
- Il sorriso dell'ignoto marinaio, roman, Torino: Einaudi, 1976; Milan: Mondadori, 1987
- Un giorno come gli altri, récit, in Racconti italiani del Novecento, dirigé par Enzo Siciliano, Milano: Mondadori, 1983
- Lunaria, récit théâtral, Turin: Einaudi, 1985; Milan: Mondadori, 1996
- Retablo, roman, Palerme: Sellerio, 1987
- Le pietre di Pantalica, récits, Milan: Mondadori, 1988
- Catarsi, récit publié dans le volume Trittico avec La panchina de Gesualdo Bufalino et Quando non arrivarono i nostri de Leonardo Sciascia et A. di Grado, Catania: Sanfilippo, 1989
- Nottetempo, casa per casa, roman, Milan: Mondadori, 1992, prix Strega
- Nerò metallicò, Il Melangolo, 1994
- Fuga dall’Etna, Donzelli, 1993
- L’olivo e l’olivastro, Milan: Mondadori, 1994
- Lo Spasimo di Palermo, Milan: Mondadori, 1998
- Di qua dal faro, Milan: Mondadori, 1999.

### Livres traduits en français
- Le Sourire du marin inconnu, préface de Leonardo Sciascia, traduit par Mario Fusco et Michel Sager. Grasset, 1980  (ISBN 978-2246089339).
- Lunaria, traduit par Brigitte Pérol, Le Promeneur/Quai Voltaire, 1988,  (ISBN 978-2876530614).
- Le Retable, traduit par Brigitte Pérol, Le Promeneur/Quai Voltaire, 1988,  (ISBN 978-2876530607).
- La Blessure d'Avril, traduit par Maurice Darmon, Le Promeneur, 1990,  (ISBN 978-2876530874).
- Les Pierres de Pantalica, traduit par Maurice Darmon, Le Promeneur, 1990,  (ISBN 978-2876530881).
- D'une maison l'autre, la nuit durant, traduit par Louis Bonalumi, Gallimard, 1994,  (ISBN 978-2246089322).
- Ruine immortelle, traduit par Jean-Paul Manganaro, Seuil, 1996,  (ISBN 978-2020261685).
- Le Palmier de Palerme, traduit par Jean-Paul Manganaro, Seuil, 2000,  (ISBN 978-2020374194).
- Le Voyage en Palestine (collectif d'écrivains et de traducteurs), Climats 2002.
- De ce côté du phare : voyages en Sicile, traduit par Jean-Paul Manganaro, Seuil, 2005,  (ISBN 978-2020666886).
- Le Sourire du marin inconnu, traduit par Mario Fusco, Grasset, 2010,  (ISBN 978-2246089339).
- La Sicile, promenade, traduit par Jean-Paul Manganaro, Marseille, Nous, coll. VIA, 96 p., 2025  (ISBN 978-2-370841-49-0)

### Essais
- Nfernu veru. Uomini e immagini dei paesi dello zolfo, Edizioni del Lavoro, 1985
- La pesca del tonno in Sicilia, Palerme: Sellerio, 1986
- Il barocco in Sicilia, Milan: Bompiani, 1991
- Vedute dallo stretto di Messina, Palerme, Sellerio, 1993

### Contributions
- Introduzione a C. Charle, Letteratura e potere, Palermo: Sellerio, 1979
- Un castello di vigilia, post-fazione a Giovanni Verga, Le storie del castello di Trezza, Palermo: Sellerio, 1982
- Commentaire au roman Nero Toscano de Anna Luisa Pignatelli, 2010.

### Filmographie
- The Island Inside - A Journey With Vincenzo Consolo : un documentaire de 90 minutes de Ludovica Tortora De Falco.